# Гуджараті
Гуджара́ті, або гуджара́тська мова (самоназва: ગુજરાતી, Gujǎrātī) — індоарійська мова народу гуджаратців, поширена переважно в індійському штаті Гуджарат та на прилеглих територіях Даман і Діу та Дадра і Нагар-Хавелі. Цією мовою розмовляє 46,5 млн осіб (станом на 1997 рік), що робить її 26-ю за кількістю носіїв у світі.
У XIX ст. новому розвитку мови сприяли Нармадашанкар Даве, Нандашанкар, Навальрам Пандья, Далпатрам. У наступному сторіччі естафету підхопили Наналал, Раманбхаї Нілкантх, Нарсімхрао Діветія, Калапі, Ґовардханрам Трипатхі, Балвантрай Тхакор.
Серед відомих осіб, для яких ця мова є рідною, «батько Індії» Магатма Ґанді, «батько Пакистану» Мохамад Алі Джинна, співак Фредді Мерк'юрі і «залізна людина Індії» Сардар Валлабхбхай Пател.